# Gap, Hautes-Alpes

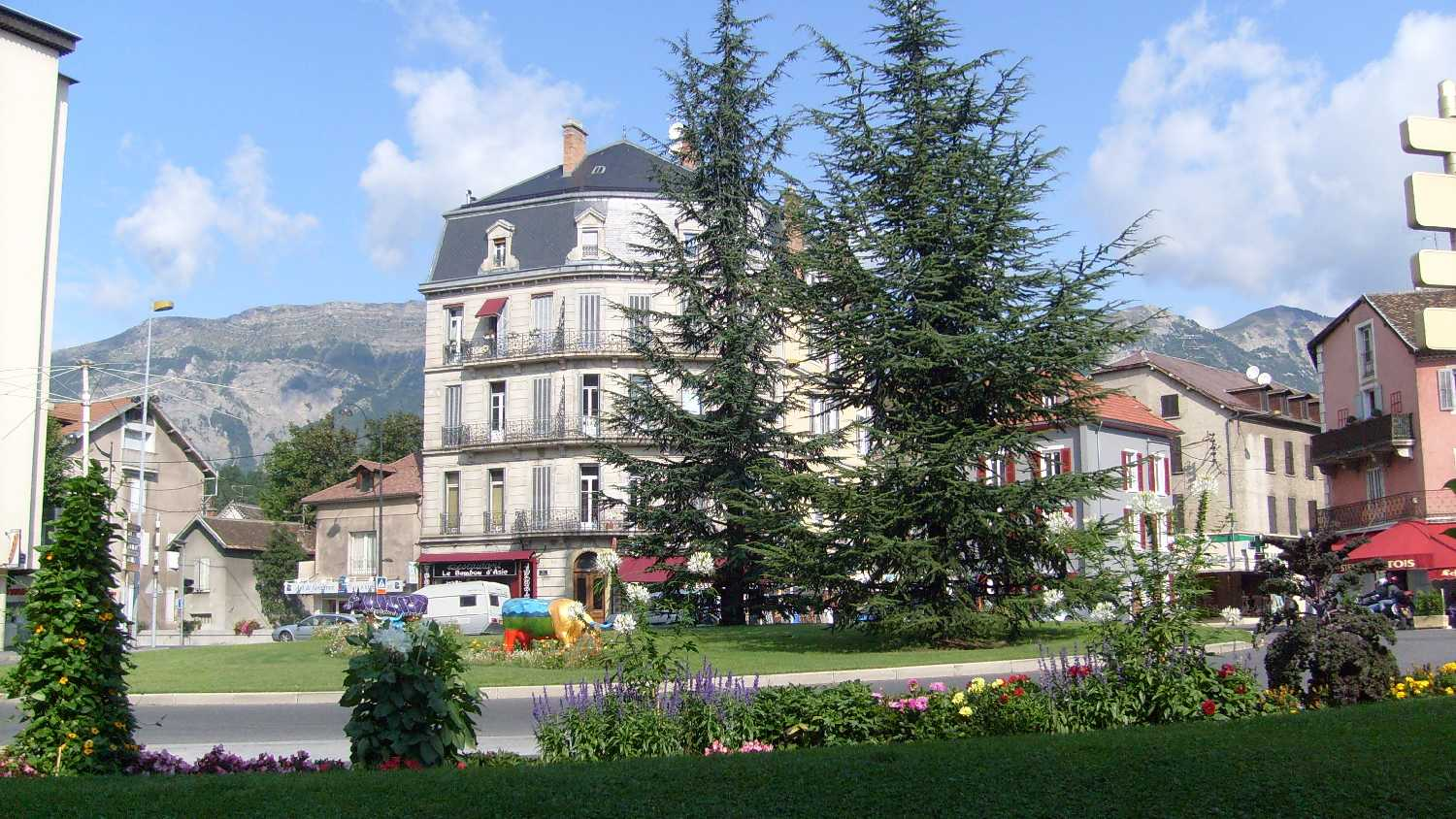
Gap

Gap este un oraș în Franța, prefectura departamentului Hautes-Alpes în regiunea Provence-Alpi-Coasta de Azur.